# Калвин (Луизијана)
Калвин (енгл. Calvin) град је у америчкој савезној држави Луизијана.

## Демографија
По попису из 2010. године број становника је 238, што је 2 (0,8%) становника више него 2000. године.
| Група             | 2000.       | 2010.       |
| Белци             | 183 (77,5%) | 208 (87,4%) |
| Афроамериканци    | 41 (17,4%)  | 28 (11,8%)  |
| Азијати           | 2 (0,8%)    | 0 (0,0%)    |
| Хиспаноамериканци | 1 (0,4%)    | 0 (0,0%)    |
| Укупно            | 236         | 238         |